# 梅尔基湾
梅尔基湾（俄语：Залив Ме́лкий）是泊湾西部的海湾，日本认为属北海道根室振兴局，俄罗斯主张属萨哈林州南库里尔斯克区，隔泊湾与野付半岛相望。